# Eddie Jemison
Edward Francis 'Eddie' Jemison jr. (New Orleans, 25 november 1963) is een Amerikaans acteur.

## Biografie
Jemison werd geboren in New Orleans en is van Ierse en Italiaanse afkomst. Hij groeide op in Kenner (Louisiana) en doorliep de high school aan de Archbishop Rummel High School in Metairie. Hierna studeerde hij af aan de Louisiana State University in Baton Rouge. Naast het acteren voor televisie is hij ook actief in lokale theaters in Chicago.
Jemison begon met acteren in 1996 in de film Schizopolis, waarna hij nog meerdere rollen speelde in films en televisieseries.

## Filmografie

### Films
Uitgezonderd korte films.
- 2024 For Prophet - als burgemeester Kevin Owens
- 2023 Fluorescent Beast - als The Keeper
- 2022 Nope - als Buster
- 2020 Burning Dog - als Eddie
- 2018 Cruel Hearts - als Grimmer
- 2018 High & Outside: a baseball noir - als Sal
- 2017 WTF: World Thumbwrestling Federation - als Pinkus Zilberger
- 2017 Amelia 2.0 - als Max Parker
- 2017 Burning Dog - als Eddie
- 2017 Englishman in L.A: The Movie - als William Willy
- 2017 High and Outside - als Sal
- 2016 War Dogs - als manager Hilldale huis
- 2015 The Better Half - als dr. Goodbody
- 2015 June - als Victor Emmanuel
- 2014 Veronica Mars – als JC Borden
- 2014 The Wedding Pact – als passagier
- 2013 All American Christmas Carol – als Bob
- 2013 Coffee, Kill Boss – als Henry Wood
- 2013 Behind the Candelabra – als assistent regisseur
- 2013 King of Herrings – als Ditch
- 2010 Changing Hands – als uitzinnige chauffeur
- 2010 Miss Nobody – als Joshua Nether
- 2010 Swishbucklers – als Ira
- 2009 The Informant! – als Kirk Schmidt
- 2009 All About Steve – als psychiater met kruiswoordpuzzel
- 2009 Bob Funk – als Ron Funk
- 2009 Lightbulb – als Bean
- 2007 On the Doll – als mr. Garrett
- 2007 Nancy Drew – als klerk adoptiebureau
- 2007 Ocean's Thirteen – als Livingston Dell
- 2007 Waitress – als Ogie
- 2006 Rampage: The Hillside Strangler Murders – als Kantor
- 2004 Ocean's Twelve – als Livingston Dell
- 2004 The Punisher – als Mickey Duka
- 2003 Bruce Almighty – als Bobby
- 2002 Nancy Drew – als man met geboortelijst
- 2001 Ocean's Eleven – als Livingston Dell
- 1998 March in Windy City – als Alex
- 1997 The Relic – als museum medewerker
- 1996 Schizopolis – als naamloze man met nummer

### Televisieseries
Uitgezonderd eenmalige gastrollen.
- 2024 9-1-1 - als dr. Gibson - 2 afl.
- 2019 Truth Serum - als Banks Jenkins - 4 afl.
- 2015-2019 iZombie - als Stacey Boss - 12 afl.
- 2017-2018 Chicago Med - als dr. Stanley Stohl - 19 afl.
- 2017 Legion - als The Greek - 2 afl.
- 2014-2016 Englishman in L.A. – als William Wily – 3 afl.
- 2016 Adoptable - als Chaim Getzel - 6 afl.
- 2012-2013 Franklin & Bash – als Robbie Ambriano – 2 afl.
- 2013 Crossing Lines – als Gerald Wilholt – 2 afl.
- 2013 Grey's Anatomy – als Stan Grossberg – 2 afl.
- 2009-2011 Hung – als Ronnie Haxon – 21 afl.
- 2010-2011 Self Storage – als Norman – 5 afl.
- 2010 Donna's Revenge – als dr. Wanglang – 8 afl.

- Gemeinsame Normdatei: 1014573106
- International Standard Name Identifier: 0000 0000 4495 7200
- Library of Congress Control Number: no2004045761
- Nationale Bibliotheek van Israël: 987007352190205171
- Virtual International Authority File: 31149066576165601769